# Sidney Greene, Baron Greene of Harrow Weald
Sidney Francis Greene, Baron Greene of Harrow Weald Kt CBE JP (* 12. Februar 1910 in London; † 26. Juli 2004 in Harrow, Middlesex) war ein britischer Gewerkschaftsfunktionär, der siebzehn Jahre lang Generalsekretär der Eisenbahngewerkschaft NUR (National Union of Railwaymen) sowie 1970 Präsident des Dachverbandes der Gewerkschaften TUC (Trades Union Congress) war und 1975 als Life Peer aufgrund des Life Peerages Act 1958 Mitglied des House of Lords wurde. 

## Leben

### Aufstieg zum Generalsekretär der Eisenbahngewerkschaft NUR
Greene begann nach dem Schulbesuch als Vierzehnjähriger 1924 seine berufliche Tätigkeit bei der Eisenbahn und arbeitete überwiegend in den Rangierbahnhöfen Londons, ehe er 1944 als Jugendorganisator seine Laufbahn als Gewerkschaftsfunktionär begann. 1941 wurde er Friedensrichter (Justice of the Peace) für London und bekleidete dieses Amt bis 1965. Nachdem er einige Zeit als Gewerkschaftsorganisator in London gearbeitet hatte, wurde er 1954 Vize-Generalsekretär der NUR.
Seine Berufung zum Generalsekretär der National Union of Railwaymen 1957 kam unerwartet und plötzlich, nachdem der bisherige Generalsekretär James „Big Jim“ Campbell bei einem Autounfall während eines offiziellen Gewerkschaftsaustauschs in der Ukraine ums Leben kam. Er galt dabei als Kompromisskandidat. Greene übte das Amt des Generalsekretärs achtzehn Jahre lang bis zu seiner Ablösung durch Sidney Weighell 1975 aus.
Auch während seiner Amtszeit setzte sich der Mitgliederverlust der Gewerkschaft fort, die 1945 mit 408.900 Mitgliedern fünftgrößte Gewerkschaft war, 1956 aber nur noch 369.400 sowie 1966 gerade einmal 227.800 Mitglieder zählte. Anders als sein Vorgänger Campbell suchte er Ende der 1950er Jahre auch den Kontakt zu der Regierung der Conservative Party unter Harold Macmillan und Ernest Marples, den Verkehrsminister (Minister of Transport) dieser Regierung, was allerdings von anderen Gewerkschaftsführern kritisch gesehen wurde.
Auch nachdem die Labour Party aufgrund des Wahlerfolgs bei den Unterhauswahlen vom 15. Oktober 1964 mit Harold Wilson den Premierminister stellen konnte, erwies sich Greene als hilfreich für die Regierung und sprach sich gegen Streiks aus. Wohnungsbauminister (Minister of Housing), Richard Crossman, notierte am 10. Februar 1966 in seinem Tagebuch:
„Auf Chequers (dem Landsitz des Premierministers) wurde dieser Streik mit keinem Wort erwähnt und den ganzen Montag, Dienstag und Mittwoch war ich so gut wie sicher, dass dies nicht passieren würde, dass er irgendwie beigelegt werden könnte. Die Eisenbahnbeschäftigten waren gespalten und Sidney Greene leidenschaftlich dagegen. Ich war ziemlich sicher, dass im richtigen dramatischen Zeitpunkt der Premierminister intervenieren würde. Aber die allgemeine Öffentlichkeit wursste dies nicht, und war immer noch ängstlich, dass die Züge am Montag stillstehen würden.“
(‚At Chequers this strike hadn't been mentioned at all and throughout Monday, Tuesday and Wednesday I had been virtually certain it couldn't take place, that somehow it could be settled. All the way through the railwaymen had been divided and Sidney Greene passionately against it. I was pretty certain that at the right dramatic moment the PM would intervene. But the general public didn't know that and they were still afraid that the trains would stop on Monday.‘)
Dieser, wie auch eine Reihe anderer Streiks während Greenes Amtszeit, wurde abgewendet. Dabei vertrat er die Ansicht, dass Streikaktionen große Entbehrungen für die Frauen der Gewerkschaftsmitglieder bedeuten würden. Zum anderen verwies er auf den Umstand, dass sich die Eisenbahn einem wachsenden Wettbewerb mit dem Güterverkehr und Bussen ausgesetzt sah, sowie auch mit der im Anfang begriffenen, aber rasch wachsenden Luftverkehrsindustrie. Zum anderen war er Mitte der 1960er Jahre einer der stärksten Kritiker Preis- und Einkommenspolitik.
Für seine langjährigen Verdienste wurde er 1966 Commander des Order of the British Empire (CBE).

### Aufstieg zum Präsidenten des Gewerkschaftsdachverbandes TUC
Während dieser Zeit war er seit 1968 auch Vorsitzender des Wirtschaftsausschusses des TUC und gab auch dieses Amt 1975 ab, und zwar in diesmal an Alfred Allen, den Generalsekretär der Gewerkschaft USDAW (Union of Shop, Distributive and Allied Workers).
Greene beschäftigte sich nachhaltig mit dem Problem der Arbeitslosigkeit. In seinem Tagebuch vom 15. Dezember 1968 schrieb Tony Benn, der damalige Technologieminister (Minister of Technology) im Kabinett Wilson:
„Ich ging nach Chequers für die zweite Gesprächsrunde. Diesmal wollte der TUC ihr Wirtschaftspapier diskutieren, das er mit uns vor der Veröffentlichung besprechen wollte. Sid Greene gab die Einführung, sagte, dass es große Sorgen über die Arbeitslosigkeit gäbe und die aktuelle Quote politisch schwierig sei. Er bezweifelte, ob der Haushaltüberschuss von 500 Millionen Pfund Sterling richtig sei.“ 
(‚I went to Chequers for the second day of talks. This time it was the TUC discussing their economic document, which they wanted to talk to us about before they published it. Sid Greene introduced it, saying there was a lot of concern about unemployment and the present rate was politically difficult. He doubted whether the £500m balance surplus was right.‘)
Greene wurde zu einem Kritiker der wirtschaftspolitischen Zurückhaltung des damaligen Schatzkanzlers (Chancellor of the Exchequer), Roy Jenkins. Premierminister Harold Wilson beschrieb in The Labour Government, 1964-1970 (1971) bezogen auf die Ereignisse des 11. Juni 1969, dass ein überarbeitetes Preis- und Einkommendokument angenommen wurde und Vic Feather (Generalsekretär des TUC), Frederick Hayday (Nationaler Wirtschaftssekretär der Gewerkschaft der Allgemeinen und Kommunalarbeiter), Alf Allen (Generalsekretär der USDAW), Sidney Greene, Hugh Scanlon (Präsident der Maschinenbaugewerkschaft) und Jack Jones (Generalsekretär der Transportarbeitergewerkschaft) als Mitglieder eines Ad-hoc-Ausschusses ernannt wurde, um die Preis- und Einkommenspolitik zu überprüfen.
Auf dem Gewerkschaftskongress des TUC 1970 in Brighton wurde Greene, der zwischen 1969 und 1970 bereits Präsident des Generalrates des Trades Union Congress war, als Nachfolger von John E. Newton für eine einjährige Amtszeit zum Präsidenten des TUC gewählt und übte dieses Amt bis zu seiner Ablösung durch Jack Cooper auf dem Gewerkschaftstag 1971 in Blackpool aus.

### Oberhausmitglied
Greene, der 1970 zum Knight Bachelor geschlagen wurde und fortan den Namenszusatz „Sir“ trug und ferner zwischen 1970 und 1978 Direktor der Bank of England war, wurde durch ein Letters Patent vom 21. Januar 1975 als Life Peer mit dem Titel Baron Greene of Harrow Weald, of Harrow in the County of Greater London, in den Adelsstand erhoben und gehörte bis zu seinem Tod dem House of Lords als Mitglied an. Seine Jungfernrede im Oberhaus hielt er am 25. Februar 1975 zum Gewerkschafts- und Arbeitsbeziehungsänderungsgesetz (Trade Union and Labour Relations Amendment Bill).
Des Weiteren fungierte er zwischen 1975 und 1980 als Direktor der multinationalen Bergbaugesellschaft RTZ Corporation sowie zeitgleich von The Times Newspapers und war im Anschluss von 1980 und 1982 Mitglied des Aufsichtsrates der Times Newspapers Holdings.
Auch als Oberhausmitglied blieb er der Gewerkschaft verbunden und nahm 2002 an der Eröffnung der Zentrale der National Union of Rail, Maritime and Transport Workers (RMT), der Nachfolgeorganisation der NUR, in Clapham teil.